# Алексис Амор
Алексис Амор (англ. Alexis Amore, урождённая Фабиола Мельгар Гарсиа (исп. Fabiola Melgar García); род. 29 декабря 1978, Лима, Перу) — американская модель и порноактриса перуанского происхождения.

## Ранняя жизнь
Родилась в Лиме, Перу. Родной язык — испанский. В возрасте 9 лет переехала в США. Воспитывалась в Редондо-Бич, штат Калифорния, и училась в средней школе на Эрмоса Бич. Однажды работала медсестрой в католической больнице в Калифорнии.

## Карьера
До дебюта в порно работала моделью и ведущей «Playboy TV». Снялась в эпизоде шоу «Ночные звонки» (англ. Night Calls) (живая телефонная программа на Playboy TV, в которой слушателям предлагалось позвонить и обсудить сексуальные проблемы или фантазии, выходила в эфир в 1995—2007 гг.). Начала сниматься в кино для взрослых в 1999 году, первая сцена — в фильме The Watcher 6 для Vivid Entertainment. В 2001 году сделала годичный перерыв в съёмках, во время которого продолжала танцевать стриптиз, и вернулась в индустрию летом 2002 года.
В марте 2003 года Амор стала контрактной исполнительницей Jill Kelly Productions. Вскоре после того, как контракт с JKP закончился, она подписала контракт с Anabolic Video в июне 2004 года. Как только её договор с Anabolic Video закончился, она стала исполнителем по эксклюзивному контракту и пресс-секретарем Video Team в сентябре 2005 года. Дебютировала в фильме All About Alexis. В сентябре 2006 года решила не продлевать контракт с Video Team.
В июне 2004 года перуанский канал Frecuencia Latina снял документальный фильм об Амор для шоу Reporte Semanal. В марте 2006 года она появилась на испаноязычных телешоу No te Duermas и El Poder в Пуэрто-Рико. Снялась для обложки сентябрьского выпуска 2006 года американского автомобильного журнала Lowrider. В январе 2008 года Амор объявила, что возобновит выступление в сексуальных сценах с мужчинами после двух лет работы только с женщинами.

## Прочее
22 октября 2014 года запустила шоу под названием That’s Amore на Vivid Radio. 7 декабря 2004 года дебютировала в качестве обозревателя AVN Insider в колонке под названием «Просто Алексис». Ранее вела колонку с советами на тему секса в перуанском журнале Oye.

## Премии и номинации
| Год  | Премия           | Результат | Категория                                                               | Фильм                |
| ---- | ---------------- | --------- | ----------------------------------------------------------------------- | -------------------- |
| 2003 | AVN Award        | Номинация | Лучшая сцена лесбийского секса — Видео (с Фрайди)                       | Still Up in This XXX |
| 2004 | NightMoves Award | Победа    | Лучшая актриса (Выбор фанатов)                                          | н/д                  |
| 2006 | AFW Award        | Победа    | Порно-возвращение года                                                  | н/д                  |
| 2006 | AVN Award        | Номинация | Лучшее исполнение стриптиза                                             | Zrotique             |
| 2006 | AVN Award        | Номинация | Лучшая сцена группового секса — Фильм (вместе с Nicole Sheridan и Вуду) | Sentenced            |
| 2006 | NightMoves Award | Победа    | Best Feature Entertainer (Выбор фанатов)                                | н/д                  |
| 2010 | XFANZ Award      | Номинация | Латинская звезда года                                                   | н/д                  |